# L'Épouvantail (film, 1921)
Pour les articles homonymes, voir L'Épouvantail.
L'Épouvantail  est un court métrage d'animation français de Ladislas Starewitch réalisé en 1921. On retrouve Ladislas Starewitch dans le rôle du jardinier et sa fille Nina Star dans celui d'un des gamins.

## Synopsis
Alors qu'un jardinier est ivre, des enfants en profitent pour lui voler des raisins et lui faire une farce avec son épouvantail. Une poursuite, un jeu de cartes endiablé, un film plein d'humour.

## Distribution
- Ladislas Starewitch : le jardinier
- Nina Star : une enfant

## Fiche technique
- Titre : L’Épouvantail
- Réalisation : Ladislas Starewitch
- Animation : Ladislas Starewitch
- Scénario : Ladislas Starewitch
- Format : Noir et blanc - Muet - 1,33:1 - 35 mm
- Genre : Court métrage d'animation
- Date de sortie : 1921
- Durée : 16 minutes